# 橋咀郊野公園
橋咀郊野公園（英語：Kiu Tsui Country Park）（劃定於1979年6月1日）是香港的一個郊野公園，位於新界西貢牛尾海，佔地100公頃，為香港面積第二小的郊野公園（第一小的為龍虎山郊野公園）。公園範圍除了西貢的部份地區，也包括橋咀洲、橋頭、白沙洲、大鏟洲、小鏟洲、枕頭洲、游龍角及斷頭洲共8個島嶼。

## 站外連結
- 漁農自然護理署 橋咀 （页面存档备份，存于）